# Big Eyes, Small Mouth
 (juin 2023).
Si vous disposez d'ouvrages ou d'articles de référence ou si vous connaissez des sites web de qualité traitant du thème abordé ici, merci de compléter l'article en donnant les références utiles à sa vérifiabilité et en les liant à la section « Notes et références ».
Pour les articles homonymes, voir BESM.
Cet article possède un paronyme, voir Big Eyes (homonymie).
Big Eyes, Small Mouth (BESM) est un jeu de rôle créé par Guardians of Order et utilisant leur système Tri-Stat. Le jeu a ensuite été décliné en version D20.
BESM ne propose pas d'univers à proprement parler mais tente d'offrir la possibilité de jouer dans n'importe quel univers tiré de l'animation japonaise. Ainsi, il est possible de jouer aussi bien le rôle d'un pilote de mecha que celui d'une simple lycéenne, d'un samouraï du Japon médiéval ou encore d'un dresseur de monstres.

## Classe de personnage
BESM propose les concepts de personnages suivants, qui sont des stéréotypes de personnages d'anime.
- Adventurer (aventurier)
- Dynamic Sorcerer (magicien utilisant la magie dynamique)
- Gun Bunny (fou de la gâchette)
- Hot Rod (fou du volant)
- Mecha Pilot (pilote de mecha)
- Ninja
- Pet Monster Trainer (dresseur de monstres)
- Samouraï
- Sentai Member (membre de Sentai)
- Shapechanger (métamorphe)
- Student (étudiant)
- Tech Genius (génie de la technologie)

## Extension
BESM propose aussi un grand nombre d'extensions qui offrent des précisions de règles et d'univers sur les archétypes les plus rencontrés dans l'univers de la japanimation. Parmi celles-ci:
- BESM Dungeon : Supplément pour jouer des histoires à la mode Donjons et Dragons.
- BESM Slayers : Suppléments pour la série animée Slayers.
- BESM Space Fantasy : Supplément pour des scènes d'action et de romance dans l'espace.
- BESM Trigun : Supplément pour la série animée Trigun.
- Big robots, cool starships : Supplément pour un monde de mechas, de cyborgs, de vaisseaux et de leurs pilotes (Gundam, Nadesico, …).
- Cold hands, dark hearts : Supplément dans un univers horreur gothique, où les joueurs jouent les monstres.
- Cute and fuzzy (cockfighting) seizure monsters : Supplément dédié aux dresseurs de monstres (Pokémon, Digimon, …).
- Hearts, swords, flowers : Un supplément pour la gestion du genre shōjo.
- Hellsing Fan Guide - Book 1 : Supplément pour le manga Hellsing.
- Hot rods and gun bunnies : Un supplément pour les classes de personnages du même nom et leur univers de prédilection (Gunsmith Cats, City Hunter, Initial D, …).